# Nemzetiszocialista hatalomátvétel
A hatalom megszerzésével (a hatalom átvételével vagy átruházásával is) vagy a nemzetiszocialisták hatalomátvételével Paul von Hindenburg birodalmi elnök 1933.január 30-án Adolf Hitlert birodalmi kancellárrá nevezte ki.Ezen a napon Hitler átvette az NSDAP és nemzeti-konzervatív szövetségesei (DNVP, Stahlhelm) koalíciós kormányának vezetését, amelyben mellette mindössze két nemzetiszocialista töltött be kormányhivatalt; ezek voltak Wilhelm Frick birodalmi belügyminiszterként és Hermann Göring tárca nélküli birodalmi miniszter. A fogalom a tényleges kinevezésen túl magában foglalja a Weimari Köztársaság addigi parlamentáris demokráciájának és alkotmányának utólagos nemzetiszocialista vezérelv szerint működő központosított diktatúrává alakítását.
A Reichstag február 1-jei feloszlatása után a hatalmon lévők az elnök felhatalmazási rendeleteivel korlátozták a politikai és demokratikus jogokat a következő hetekben, amelyeket a nemzetiszocialista terror jellemez. A birodalmi elnök 1941. március 28-i rendelete a nép és állam védelméről (Reichstag tűzvédelmi rendelet) a diktatúra felé vezető úton döntő lépésnek számít. 1933. február és a 24-i felhatalmazó törvény. 1933. március. A Reichstag így gyakorlatilag minden döntési jogkörét elveszítette. Sok más mellett a parlamenti képviselőket is koncentrációs táborokba zárták és tárgyalás nélkül kínozták meg.

### A kifejezés használata a nemzetiszocializmusban

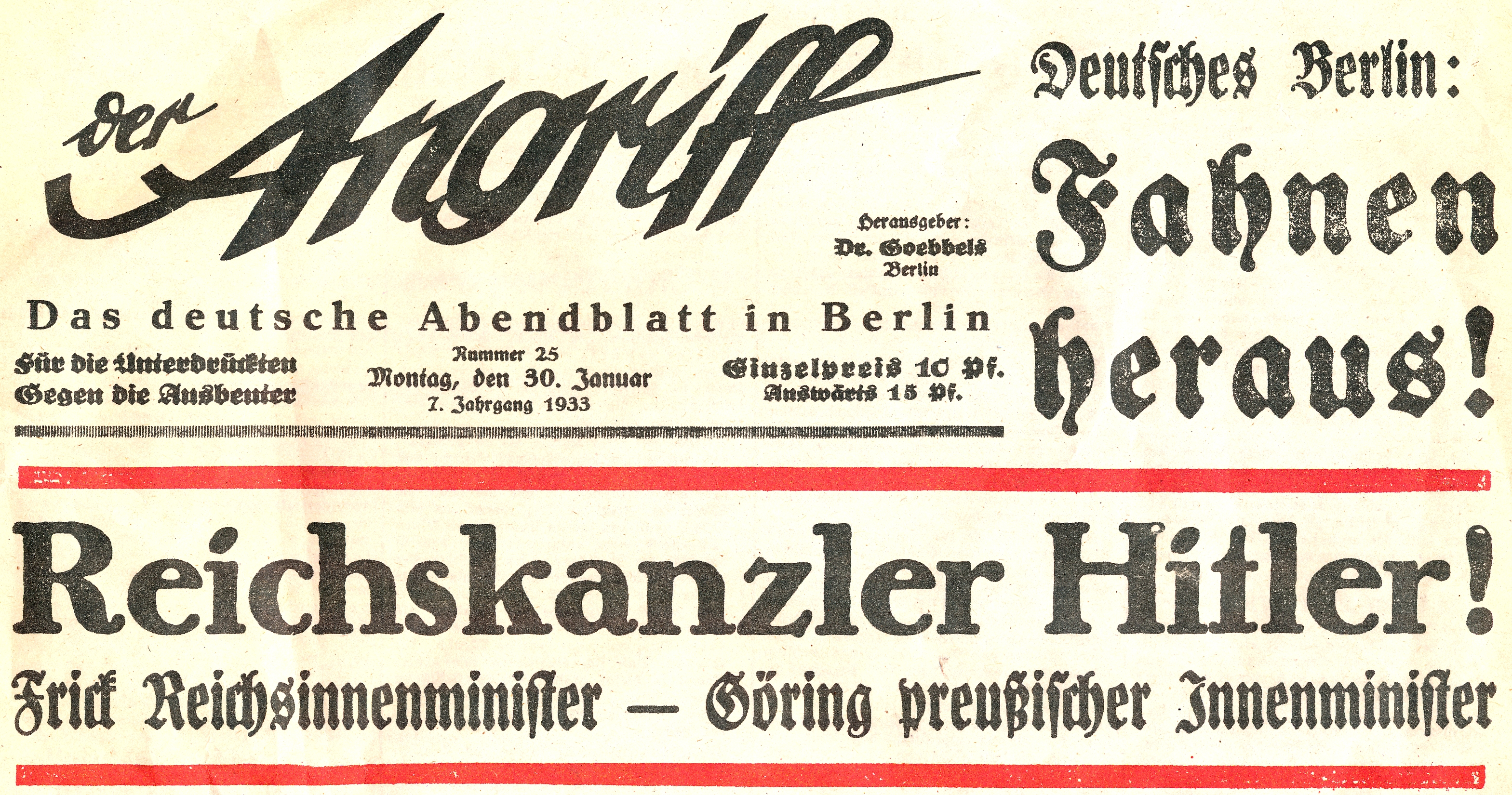
A Berliner Abendblatt sajtóközleménye A 30-asok támadása 1933 januárjában a hatalom megszerzésére

Az NSDAP propagandája, beleértve Adolf Hitler, Joseph Goebbels és más vezető nemzetiszocialisták nyilvános beszédeit, ritka kivételektől eltekintve tudatosan és következetesen kerülte a hatalomátvétel kifejezést, ehelyett a hatalom megragadását használta különösen. Különös céljuk volt megfélemlíteni az ottani német közvéleményt, de különösen a polgári származásúakat, hogy úgy tegyenek, mintha az 1933 januárját övező és követő eseményeket a legitimitás, a folytonosság és a békésség jellemzi. A korabeli NSDAP propaganda összehasonlítható, hiteles kifejezései mind a náci uralom előtt, mind az erőszakos „hatalom megszerzése” idején legfeljebb a „nemzeti felkelés [kormányzata]” (vagy „nemzeti megújulás”), „német forradalom” volt., valamint a revolutionary jelölésű különféle vegyületek, mint például a "national-revolutionary" vagy a "social-revolutionary"; vagy egy többször megidézett „mozgásdinamikában”, amely állítólag tömegrendezvényekben fejeződik ki, és magával sodorja az emocionális tömegeket.
Németországban a nemzetiszocialisták január 30-án a nemzeti felkelés napját és a hatalomátvétel kezdetét ünnepelték a horogkeresztes zászló kitűzésének parancsával a középületeken.

### A kifejezés használata 1945 után
A hatalom megszerzése fogalmát a történelemtudomány különbözőképpen használja. Gyakran csak Hitler birodalmi kancellári kinevezésére hivatkozik. Így ér véget Martin Broszat elbeszélése erről a témáról, amikor 1933. január 30-án belépett a birodalmi kancelláriába. A történészek azonban általában azt feltételezik, hogy a „hatalom megszerzése” nem egyszeri esemény volt, hanem egy hosszabb folyamat, amelynek során az NSDAP leépítette a demokráciát és megszilárdította saját uralmát. Ennek a folyamatnak az eredménye eleve nem volt bizonyos, éppen ellenkezőleg, mindig volt mozgástér és alternatív lehetőségek – hangsúlyozza Gotthard Jasper történész.
Arra a kérdésre, hogy mikor fejeződött be ez a folyamat , a nemzetiszocializmus történetének szakirodalma másképp válaszol. Josef Becker és Ruth Becker számára a „hatalom megszerzése” az egypártállam megvalósításával ért véget 1933 júliusában Ezzel szemben az újabb kézikönyvek, mint például az Oldenbourg-i történelemvázlat vagy a Gebhardt azt állítják, hogy a „hatalom átvétele” csak 1934 nyarán volt teljes – amikor Hitler átvette a birodalmi elnök helyét, és megszilárdította saját hatalmát Röhm félreállításával és Hindenburg halálával A Führerstaat tehát szilárdan megalakult.
A legújabb tudományos irodalom gyakran idézőjelbe teszi a „hatalom megszerzése” szót. Mert ez a megjelölés a hatalom átvételét egyfajta államcsínyként reprezentálja, amelyben a nép passzív szerepet játszik. Valójában az NSDAP-nak nem volt elhanyagolható támogatottsága a lakosság körében. Ezen túlmenően konzervatív politikusok és pártok is részt vettek a hatalom Hitlerre való átruházásában, azáltal, hogy Hindenburg kinevezte Hitlert kancellárrá, a Hitler vezette kormányban való részvételen keresztül, a birodalmi elnök rendeletei révén, valamint a felhatalmazó törvény jóváhagyásával. A német Reichstagban 1933. 1933 elején az antikommunizmus volt az NSDAP összekötő láncszeme a jobboldali Német Nemzetiségi Néppárttal (DNVP) és a centrum pártjaival (Zentrum, DVP, DStP). A Weimari Köztársaság törvényei szerint Hitler hatalomra lépése törvényes volt, akárcsak más hatalmi-politikai elemek, mint például a március 5-i Reichstag-választás. 1933. március. Közben azonban hetekig tartó korlátozások voltak a sajtó és a gyülekezés szabadságában. Emiatt a probléma miatt ma már több történész a hatalom átvétele helyett „hatalomátadásról” beszél. Mások az eseményeket összességében a nácik 1933/34-es hatalomátvételének szakaszaként írják le.
1996 óta január 27-én tartják a nemzetiszocializmus áldozatainak emléknapját, mely egyben emlékezés a hatalomátvételre is

### Vita a törvényességről és a forradalmi jellegről
A forradalom kifejezését a nemzetiszocialista hatalomátvételre való átértelmezését sokáig elutasították. Egyrészt azért, mert nem akarták átvenni a nemzetiszocialisták használt nyelvszokást, akik maguk is használták a kifejezést, másrészt, mert úgy tűnt, nem passzolhat : az 1933-as események túlságosan távolinak tűntek a történelmi archetípus, a francia forradalom a Szabadság, Egyenlőség, Testvériség eszméivel. A marxisták számára szóba sem jöhetett a forradalom fogalmának a nemzetiszocializmusra való alkalmazása, mert számukra a forradalom pozitív jelentéssel bír, mint egy elnyomott osztály győzelme az osztályharcban. Lev Trockij számára például Hitler nem forradalmár volt, hanem éppen ellenkezőleg, a „burzsoá ellenforradalom ” megtestesítője.
Sebastian Haffner publicista a nemzetiszocialisták szellemiségének hiánya miatt vitatta a hatalom megszerzésének forradalmi jellegét:
Azoktól az emberektől, akik „forradalmárok” akarnak lenni, akárhogyis, de elvárható, hogy támadjanak, bátorságot mutassanak, életüket kockáztassák. Lehet, hogy a barikádok kissé elavultak, de a spontaneitás, a felkelés, az elkötelezettség és a felkelés bizonyos formája elengedhetetlennek tűnik egy igazi forradalomhoz. 1933 márciusa ebből semmit sem tartalmazott. Megvalósulása a legfurcsább elemekből volt kitalálva, de az egyetlen dolog, ami teljesen hiányzott belőle, az a bátorság, a bátorság és a nagylelkűség bármely részéről.”[15]
Az újabb beszámolók azonban gyakrabban nevezik forradalomnak a nemzetiszocialista hatalomátvételt. 1983-ban Horst Möller megvizsgálta Theodor Geiger forradalomszociológiájának alkalmazhatóságát az 1933-as eseményekre, és arra a következtetésre jutott, hogy helyesebb és kevésbé triviális lenne náci forradalomról beszélni a hatalom megszerzése helyett. Ennek nem mond ellent a folyamat sokat hangoztatott törvényessége, hiszen minden forradalom eo ipso illegális, de 1933-ban már csak az egyes cselekmények, például Hitler birodalmi kancellárrá történő kinevezése voltak legálisak: Összességében a nemzetiszocialisták annyi mindent és olyan súlyosat követtek el, amelyek sértik a weimari alkotmány szellemét és betűjét, hogy nem férhet kétség a náci hatalomátvétel törvénytelenségéhez és ennek következtében forradalmi jellegéhez.
Ernst Fraenkel politológus már 1941-ben tagadta, hogy a hatalom megszerzése, ahogy azt a nemzetiszocialisták állítják, "jogi forradalom" lett volna. Valójában ez egy illegális államcsíny volt. Horst Dreier alkotmányjogász is tagadja a felhatalmazó törvény jogszerűségét. A nemzetiszocialisták kezdetben ezt állították, majd később hangsúlyozták az úgynevezett hatalomátvételük forradalmi tartalmát. Dreier szerint az alkotmány módosításához vagy megszegéséhez szükséges kétharmados többség „nur dem äußeren Anschein“ jött létre. Utal a parlamenti képviselők letartóztatására, az SA legénység által a parlament épülete körbevételére, valamint az SA és az SS tagjainak az ülésteremben való jelenlétére. Ilyen körülmények között szó sem lehet szabad szavazásról. A törvényt elfogadó Reichsrat „csalárd módon ülésezett “, mert a 66 szavazatból 34-et nem „rendes kormányzati tagok, hanem a birodalmi biztosok megbízottjai “ adtak le. Az államok felbomlása stb. később viszont megsértette a felhatalmazó törvényt.
1987-ben Rainer Zitelmann disszertációjában bemutatta Hitlert. A forradalmár énképe két érvet ad amellett, hogy 1933-ban forradalom zajlott le Németországban: Egyrészt Hitler forradalmi „társadalmi programja”, amely messze túlmutat a rasszista megsemmisítési fantáziákon, az oka tömeges követésének. Másrészt Zitelmann Ernst Noltét követve elhatárolódott a forradalom "normatív" felfogásától, amelyben csak a pozitív fejlemények számítanak forradalminak. Empirikusan a forradalmat semlegesen inkább úgy írhatjuk le, mint „mélyreható, i. H. A normális változásoktól jelentősen eltérő, tartós hatású változás, amely nem feltétlenül erőszakos és nem korlátozódik a politikai szférára. Így értelmezve Hitler „jogi forradalmát” mindenképpen ekként kell érteni. Ez az értelmezés részben  határozott ellenállásba ütközött.
Hans-Ulrich Wehler Deutsche Gesellschaftsgeschichte 2003 című művében Richard Löwenthal nyomán totalitárius forradalomról beszél, amelyhez az 1917-es októberi forradalmat, a nemzetiszocialista hatalomátvételt és a kínai forradalmat tartja számon. konstruktív és destruktív elemekkel egyaránt, a korábbi uralmi rendszer és társadalom felbomlása, társadalmon belüli szélsőséges polarizáció, makacs hatalmi harc, látványos esemény, új legitimációs és intézményi elképzelések, elitcsere és mentalitásváltás. Michael Grüttner hasonlóan érvel. Áttekintésében Riccardo Bavaj Sigmund Neumannra hivatkozva egy permanens forradalmat feltételez, „amely a politikai, „völkisch” és „faji” homogenizálásra, valamint a nemzetiszocialista „parancsnoki tér” „korlátlan kiterjesztésére” irányul.
Für Wolfgang Wippermann kann von einer „Machtergreifung“ (eher schon von einer „Machtübergabe“) nicht die Rede sein, da die Republik durch konservative Eliten aus Industrie und Landwirtschaft sowie Politikern Sablon:" bewusst zerstört wurde, und nicht von rechten oder linken Extremisten.

## Sorrend

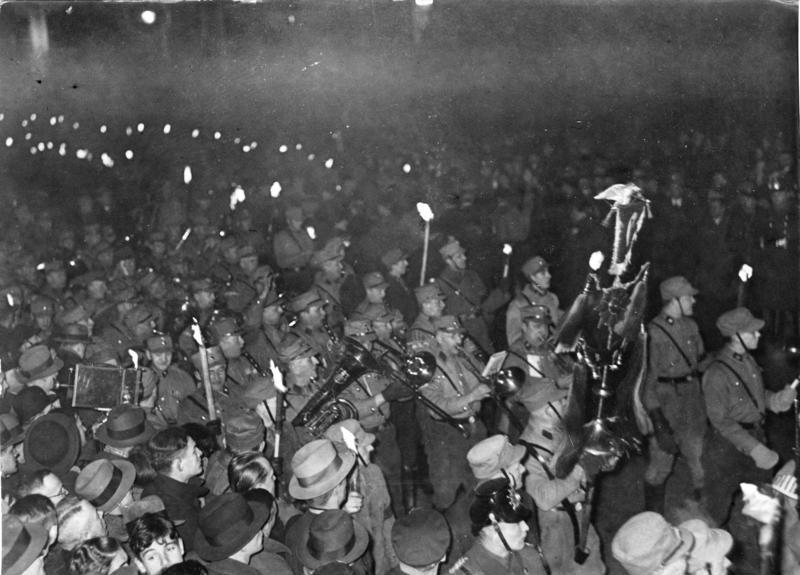
A hatalomátvétel estéjén a nemzetiszocialisták fáklyás felvonulást szerveznek Berlinen keresztül

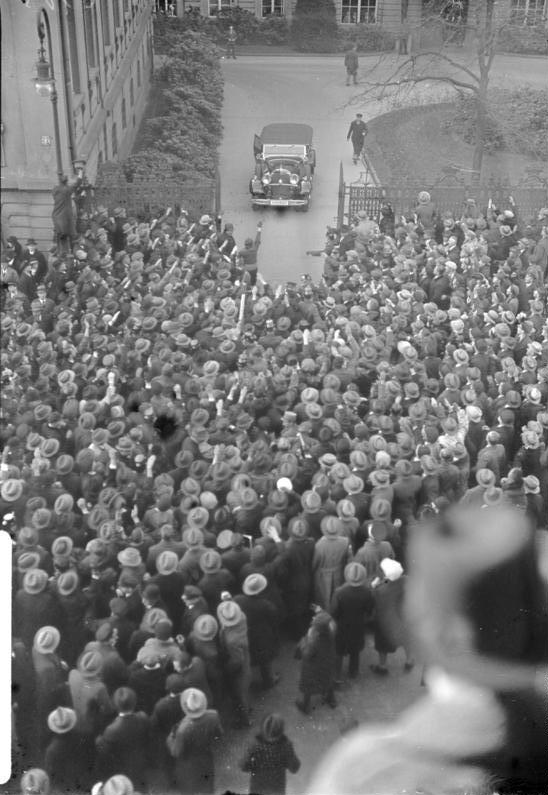
Berlin, 1933. január 30., 12 óra 40 perc: A birodalmi kancellári kinevezése után Adolf Hitler az autóban hagyja el a birodalmi kancelláriát

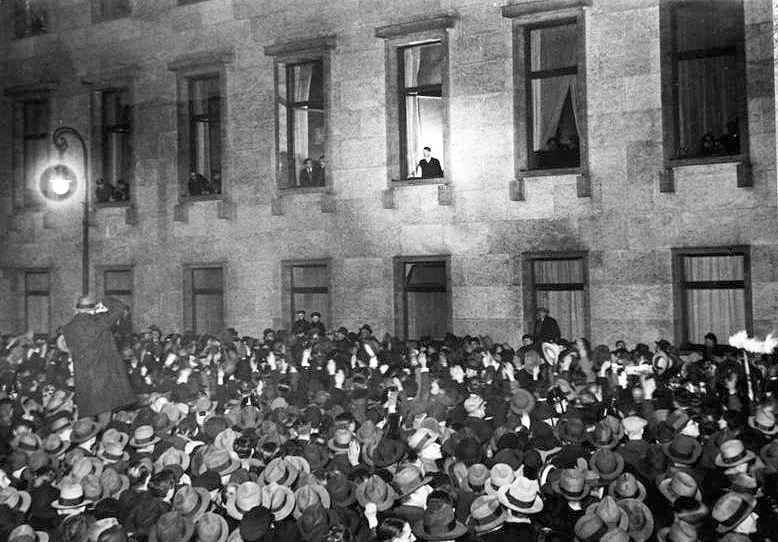
30-án este 1933. január 1-jén Hitler tapsot kapott támogatóitól és szimpatizánsaitól a birodalmi kancellária ablakánál

A sikertelen 9-es Hitler-puccsból tanulva 1923 novemberére a nemzetiszocialisták átértelmezték és kidolgozták a „nemzeti forradalmuk törvényességi stratégiáját”, hogy hivatalosan is betartsák a törvényt. Ennek megfelelően a három Reichswehr-tiszt, Hanns Ludin, Richard Scheringer és Hans Friedrich Wendt ellen 1930 szeptemberében lefolytatott hazaárulási per tanújaként Hitler kifejezetten megerősítette, hogy pártja csak a törvényesség alapján” áll és csak az alkotmányosan akar hatalomra jutni. Egy széles körben elterjedt tézis szerint a nemzetiszocialisták a DNVP-vel és a Stahlhelmmel közös akciók révén emelkedtek fel, mint például a Young Terv elleni népszavazás 1930-ban és 1931-ben a Harzburgi Frontban. Ezt a hatást más történészek vitatják.
Az 1930-as választási siker óta Heinrich Brüning birodalmi kancellár (német középpárt) a szociáldemokraták által támogatott kisebbségi kormányzattal fáradtságosan igyekezett életben tartani az alkotmányt és az államot. Brüning keresztülvitte az SS és SA betiltását, amelyet 1932-ben ismét fel kellett oldani Hindenburg és a Kurt von Schleicher körüli jobboldali erők nyomása miatt. Brüning gazdaságpolitikai szempontból merev költségvetési kiegyenlítési programmal súlyosbította a munkanélküliség magas szintjét azzal, hogy ahelyett, hogy megnövelte volna, inkább csökkentette a foglalkoztatást teremtő állami kiadásokat. A párton kívüli Franz von Papen kancellár 1932 óta próbált együttműködni a nemzetiszocialistákkal, hogy nagy tömeget számláló támogatókat saját magának használja fel. A Centristák, a DNVP és az NSDAP kormánykoalíciója, amelyet Papen szeretett volna, azonban megbukott, mivel Hitler saját magának követelte a kancellári tisztséget. Bár Papen nemzetiszocialistákkal kapcsolatban igyekezett, nem sikerült betiltatnia az NSDAP-t, és az államot veszélyeztető pártként ábrázolni. Az 1931-ben Hessenben napvilágot látott Boxheim-dokumentumok, amelyek a nemzetiszocialisták puccstervét fedték fel, lehetőséget adtak neki és elődjének erre. Ehelyett ő maga diktatórikus intézkedésekhez folyamodott, és leváltotta Porosz állam SPD vezette kisebbségi kormányát birodalmi kancellári posztból (" porosz sztrájk ").
A parlamentáris demokrácia rendszerét már az 1930 óta eltelt években is aláásták, amikor is Brüning parlamenti többség híján sürgősségi rendeletekkel kormányzott. További lépés volt a (párt)demokráciától, amikor Papen 1932-ben felállította a többségében párton kívüli miniszterekből álló kabinetet („bárói kabinet”).
Hitler már 1930-as vallomásában kijelentette: „Az alkotmány csak a módszereket írja elő, a célt nem. Ezzel az alkotmányos módon igyekszünk megszerezni a döntő többséget a törvényhozásban, hogy abban a pillanatban, amikor sikerül, az államot elképzeléseinknek megfelelő formába hozzuk. Az 1933. március 23-i felhatalmazó törvényhez szükséges többség létrehozását azonban brutális erőszakos módszerekkel érték el. A politikailag másként gondolkodók megfélemlítésére irányuló masszív utcai terror ellenére az NSDAP-nak korábban nem sikerült megszereznie a szavazatok abszolút többségét a nyolcadik német Reichstagban (37,3 szavazatot kapott). %).

### Hitler kinevezése birodalmi kancellárrá

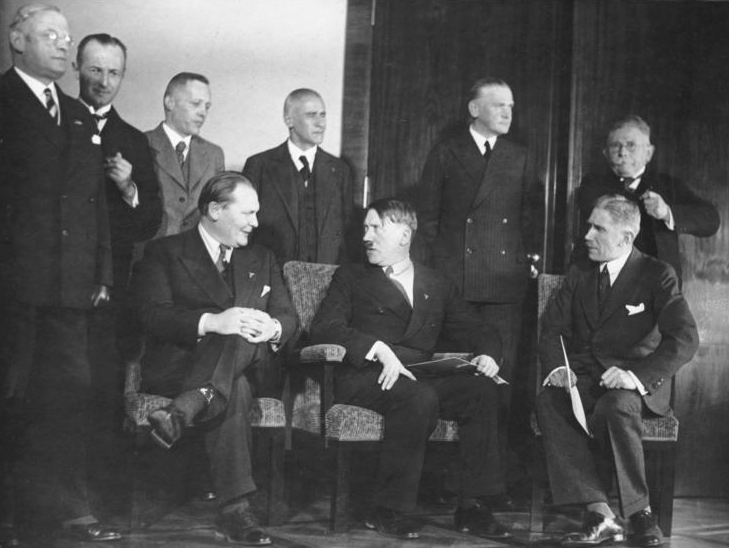
Hitler kabinetje : 1. Egy sorban ülnek, balról: Hermann Göring, Adolf Hitler, Franz von Papen; 2. Sorban állnak: Franz Seldte, Günther Gereke, Lutz Graf Schwerin von Krosigk, Wilhelm Frick, Werner von Blomberg, Alfred Hugenberg. A három nemzetiszocialistát (Hitler, Frick, Göring egy háromtagú piramisba rendezve) ezen a fotón a megmaradt kabinettagok „keretezték be” (1933. január a birodalmi kancellárián).

Az 1932. novemberi Reichstag-választáson az NSDAP 33,1 pontot kapott a kapott szavazatok %-a (és így kevesebb, mint az előző választáson). Papen lemondott, és az új kancellár, Schleicher megkísérelte a baloldali nemzetiszocialisták bevonásával „keresztfrontot” létrehozni. Papen ezután a hivatalban lévő birodalmi kancellár, Schleicher háta mögött koalíciót kezdett szervezni a nemzetiszocialistákkal annak érdekében, hogy leváltsa őt, és így lehetőség szerint maga is kancellár legyen. 1933. január 1-jén Papen Kurt Freiherr von Schröder bankár házában találkozott Hitlerrel, ahol az NSDAP kormányzati részvételét tárgyalták. Hitler azonban ragaszkodott ahhoz, hogy ő maga legyen kancellár. Egy későbbi ülésen, január 1-jén ott volt Otto Meissner államtitkár és Oskar von Hindenburg is. Végül meggyőzték a Birodalom elnökét, hogy nevezze ki Hitlert kancellárnak. Ebből a célból a német nemzetiségűek és az NSDAP koalíciós kormányról állapodtak meg, amelyben Hitleren kívül csak két másik nemzetiszocialista, nevezetesen Wilhelm Frick belügyminiszter, Hermann Göring pedig tárca nélküli (és ügyvezető porosz) miniszter. belügyminiszter). Papen maga volt alelnöke és Poroszország birodalmi biztosa. A 86 éves birodalmi elnököt, aki sokáig ellenállt Hitler „bohém tizedes” kancellári posztjának, nemrégiben megnyugtatta az a megjegyzés, hogy a kabinet konzervatív többsége által „bekeretezett” NSDAP-vezér csak csekély veszélyt jelent. Hindenburg szemszögéből azonban e kísérlet mellett szólt Hitler jelenlegi birodalmi kancellári kinevezésének formális összhangja az alkotmánnyal.
Az a feltételezés azonban, hogy Hitlert és a nemzetiszocialistákat kordában lehet tartani ebben a kormánykonstellációban, súlyos következményekkel járó téves ítéletnek bizonyult. Mert Hitler kinevezése birodalmi kancellárrá 30-án. 1933 januárja, a hatalomátvétel további intézkedései kapcsán tulajdonképpen a Weimari Köztársaság végét hozta. A weimari alkotmányt formálisan nem hatályon kívül helyezték a náci időszakban. A náci diktatúra létrejöttével azonban megszűnt demokratikus funkciója és politikai kötőereje.
Másrészt a baloldal által igényelt ipari masszív támogatás csak jelentéktelen mértékben járult hozzá a nemzetiszocializmus felemelkedéséhez ebben a szakaszban. Csak néhány vállalkozó támogatta Hitlert, például az ipari petícióval. A Weimari Köztársasággal szemben egyértelműen távolságtartó vagy ellenző vállalkozók többsége nem a nemzetiszocialistákat, hanem a tekintélyelvű Papent támogatta.

Diagram: A Birodalom politikai rendszere két év diktatúra után

Legkésőbb a Reichstag 27-i tűzvész után. 1933 februárjában a hatalom új birtokosai egyértelműen megsértették a weimari alkotmányt. A Reichstag leégése utáni rendeletével Hindenburg lehetővé tette a diktatúrába való átmenetet. Ez a szabályozás a náci állam megszűnéséig volt érvényben. Felfüggesztették benne az olyan alapvető demokratikus alapelveket, mint a személyszabadság, a sajtó-, vélemény- és gyülekezési szabadság, a levél- és távközlési titok, valamint az egyesülési szabadság. Ugyanakkor az NSDAP számos terrorista intézkedést alkalmazott uralma érvényesítésére, amelyekkel megfélemlítették, letartóztatták vagy meggyilkolták a politikai ellenfeleket. Michael Grüttner szerint május 5-én lehet megtartani a Reichstag-választást. A március tehát a helyes végrehajtás ellenére csak „félig szabad választásnak” nevezhető. Ezen a választáson az NSDAP csaknem 44%-kal nem szerezte meg a remélt abszolút többséget a Reichstagban, de koalíciós partnerükkel, a DNVP - akikre a választók 8%-a szavazott, megbízható parlamenti többséggel rendelkeztek. Mivel a kommunista képviselők száz szavazatát érvénytelennek nyilvánították, a nemzetiszocialista-konzervatív koalíciónak még az alkotmánymódosításokhoz is szinte elegendő többsége volt a parlamentben. Ezzel szemben az elnöki kabinetek, amelyeken keresztül Németországot 1930 márciusától a birodalmi elnök sürgősségi rendeleteivel kormányozták, nem rendelkeztek stabil szavazattöbbséggel a Reichstagban. Karl Dietrich Bracher ezért Hindenburg elnöki diktatúrájáról is beszél, amely megelőzte Hitler „áltörvényes hatalomátvételét”.
Hitlert és az NSDAP-t alábecsülték mind az őt támogató konzervatívok, mind pedig a republikánus táborban lévő ellenfeleik. A nemzetiszocialisták „bekeretezésének” vagy „megszelídítésének” a konzervatív stratégiája Hitler hatalmi akarata miatt kudarcot vallott. A konzervatívok túlságosan bíztak Hindenburg birodalmi elnökben: a birodalmi alkotmány szerint Hindenburg leválthatja a birodalmi kancellárt. Bíztak a jogállamiságban és saját társadalmi helyzetükben is. Ezért segítettek Hitlernek aláásni a szabad demokratikus alapokat, amelyeken saját biztonságuk és létük függött. Ráadásul mind Papen, mind Alfred Hugenberg és Schleicher végül Hitler kancellársága mellett foglalt állást. Az SPD-t toleráló középosztállyal való koalíció utolsó lehetősége az 1930-as Reichstag-választás után létezett.
A hatmillió munkanélkülire tekintettel a szakszervezetek nem láttak sok kilátást az általános sztrájkra. Az általános sztrájkot vagy hasonló akciókat az SPD vezető politikusai elutasították, azzal érvelve, hogy ez ürügyet ad Hitlernek a további üldözésre. Pusztán a KPD, amely 1932 novembere és a birodalmi elnök 1933. február végi nép- és államvédelmi rendeletében foglalt tevékenységének de facto betiltása között a Reichstag harmadik legnagyobb parlamenti csoportját alkotta száz képviselővel, általános sztrájkra szólított fel Hitler „fasiszta ellenforradalom kormánya” ellen. Ezt a „tömegsztrájkra” való felhívást azonban alig használták fel. Az egyetlen kísérlet az általános sztrájk végrehajtására 31-én. 1933 januárjában a sváb iparvárosban, Mössingenben elszigeteltek maradtak, és gyorsan leverték, vezetőit börtönbüntetésre ítélték, néhányukat később koncentrációs táborokba internálták.
Az NSDAP és mindenekelőtt az SA „régi harcosai” közül sokan tudatában voltak annak, „most mi vagyunk az urak “, ahogyan az SA vezetője, Ernst Röhm írta, a hatalom megszerzését az elit javukra irányuló cseréjének reményével kötötte össze. Január 30. után az SA-tagok a gazdaságba, a takarékpénztárakba, bankokba, cégekbe, tőzsdékbe és fogyasztói szövetségekbe is igyekeztek betörni és átvenni az irányítást. Bár ezeket a „gazdaságba való beavatkozásokat” inkább homályos antikapitalista középosztályi érdekek motiválták, mint szocialista vagy antiszemita indítékok, a német ipar vezető szereplői osztályharcnak tekintették őket. Az iparág panaszai után Rudolf Hess 10-én rendeletet adott ki. 1933 áprilisában kiadott egy parancs, amely megtiltotta „az NSBO tagjai, az SA és SS emberei vagy az NSDAP más tagjainak bárminemű önálló beavatkozást üzleti vállalkozások, ipari üzemek, bankok stb. belügyeibe, elbocsátásokat és hasonlókat végrehajtani“. Hitler pedig arra utasította a birodalmi pénzügyminisztériumot, „hogy kerülni kell minden beavatkozást az állami és privát banki szolgáltatásokba“ a szabálysértő párttagokat „teljes könyörtelenséggel“ le kell álliítani. Mathilde Jamin történész úgy ítéli meg, hogy a nemzetiszocialista vezetés egyértelműen a gazdaság oldalára állt. Csak kivételek voltak, ahol a zsidó cégeket kár érte.

## Ausztria és Szudéta-vidék
Ausztriában különösen Theodor Habicht dolgozott a nemzetiszocialista értelemben vett hatalom megszerzéséért. 1934-ben megtörtént a júliusi puccs, amely kudarcot vallott. A puccs során meggyilkolták többek között Engelbert Dollfuss akkori kancellárt is. Ausztria 1938. márciusi annektálásával létrejött a Nagynémet Birodalom.
A Szudétavidéken Konrad Henlein 1933-ban megalapította a Szudétanémet Otthoni Frontot, amelyet 1935-ben Szudétanémet Pártra kereszteltek. 1938 őszén a területet Reichsgau Sudetenland néven a Német Birodalom részévé tették.

## Fordítás
Ez a szócikk részben vagy egészben  a   Machtergreifung című német Wikipédia-szócikk ezen változatának fordításán alapul.  Az eredeti cikk szerkesztőit annak laptörténete sorolja fel. Ez a jelzés csupán a megfogalmazás eredetét és a szerzői jogokat jelzi, nem szolgál a cikkben szereplő információk forrásmegjelöléseként.